# Coleobonzia saaymani
Coleobonzia saaymani är en spindeldjursart som först beskrevs av Den Heyer 1977.  Coleobonzia saaymani ingår i släktet Coleobonzia och familjen Cunaxidae. Inga underarter finns listade i Catalogue of Life.